# Wallace Berman
Pour les articles homonymes, voir Berman.
Wallace Berman (18 février 1926 – 18 février 1976) est un artiste plasticien américain, spécialisé dans les arts visuels et l'assemblage. Il a été appelé le « père » de l'assemblage et une « figure centrale de l'histoire de l'art dans la Californie de l'après-guerre ».

## Vie personnelle et éducation
Wallace Berman est né à Staten Island, à New York en 1926. Dans les années 1930, sa famille a déménagé à Boyle Heights, à Los Angeles. Berman est exclu de l'école secondaire pour des jeux d'argent au début des années 1940 et il s'implique dans la scène Jazz West Coast. Berman a écrit une chanson avec Jimmy Witherspoon. Il suit les cours de l'Institut d'Art Jepson et du Chouinard Art Institute dans les années 1940. Pendant quelques années à partir de 1949, il a travaillé dans une usine de meubles, où il a commencé à créer des sculptures à partir de déchets de bois. Cela l'a conduit à devenir un artiste à part entière au début des années 1950, et à s'impliquer dans le Mouvement Beat. Il a déménagé de Los Angeles à San Francisco fin 1957, où il a surtout mis l'accent sur son magazine Semina, qui se composait de poésie, photographies, textes, dessins et images rassemblées par Berman. 
En 1961, il est de retour à L. A., puis a déménagé à Topanga Canyon en 1965. Il a commencé la création de sa série de Verifax Collages en 1963 ou 1964. Le réalisateur Dennis Hopper, collectionneur d'œuvres de Berman, a donné un petit rôle à Berman dans son film de 1969 Easy Rider. 
Il meurt dans un accident de voiture causé par un conducteur ivre en 1976.

## Carrière artistique
"Son art incarnait le type de tendances et d'intérêts interdisciplinaires qui, avec le temps, aideront à caractériser le mouvement Beat dans son ensemble."

 -Andy Brumer
Berman a été appelé le « père » de l'assemblage. Il a créé les « Verifax collages », qui consistent en des photocopies d'images de magazines et de journaux, montées sur une surface plane dans un collage, mélangées avec parfois des zones de peinture acrylique. Berman utilisait un photocopieur Verifax (Kodak) pour faire des copies des images qu'il lui arrivait souvent de juxtaposer dans un format de grille. Berman a cherché des influences non seulement auprès de son entourage Beat, mais aussi dans le surréalisme et le mouvement dada ainsi que la Kabbale. L'influence de la Kabbale et de la mystique juive se voit dans ses collages et autres œuvres comme ses inscriptions ultérieures in situ en lettres hébraïques, et son seul film, Aleph, un film muet qui explore la vie, la mort, la politique, et la culture pop. Son implication avec la scène jazz lui a offert l'occasion de travailler avec des musiciens de jazz, créant des pochettes d'album bebop pour Charlie Parker.
En 1957, Berman voit la première exposition de ses œuvres dans la récemment ouverte Ferus Gallery à Los Angeles. Ses amis étaient les commissaires de l'exposition/propriétaires de la galerie, Edward Kienholz et Walter Hopps. Après l'ouverture, la brigade des mœurs a reçu un appel téléphonique d'un visiteur anonyme et pendant le raid, ils ont trouvé ce qu'ils considéraient comme une image à caractère pornographique de Cameron Parsons intitulée Peyote Vision au bas de l'un des assemblages de Berman. Il sera plus tard reconnu coupable d'affichage lubrique et obscène. Lors de la sentence dans la salle d'audience Berman a écrit sur le tableau noir « Il n'y a pas de justice, seulement la vengeance ». Son ami acteur Dean Stockwell paye l'amende et ce sera la dernière exposition publique pour Berman.
Sa publication d'art postal, Semina, est une série de paquets de feuillets qui ont été en édition limitée et envoyés ou remis à ses amis. Semina se composait de collages mélangés avec de la poésie écrite par les écrivains Michael McClure, Philip Lamantia, David Meltzer, Charles Bukowski, William S. Burroughs, Allen Ginsberg, Jean Cocteau, John Kelly Reed et par Berman lui-même, qu'il a publiée sous le pseudonyme de Pantale Xantos. Semina a été publiée de 1955 à 1964.

### Héritage
Son image apparaît dans la deuxième ligne de la pochette de l'album des Beatles de 1967, Sgt.pepper's Lonely Hearts Club Band. Le portrait est réalisé à partir d'une photographie prise par Dean Stockwell. Il est directement au-dessus de John Lennon, deux lignes vers le haut, à côté de Tony Curtis. En 1992 les archives de Berman ont été données aux Archives of American Art par son fils, Tosh Berman.

## Expositions notables
- Looking for Mushrooms, 2008; Ludwig Museum[14]
- Trace du Sacré, 2008; Centre Pompidou
- Los Angeles 1955-1985 2006; Centre Pompidou
- California Modern, 2006; Orange County Museum of Art
- Subway Series: The New York Yankees and the American Dream, 2004; Bronx Museum of the Arts
- Evidence of Impact: Art and Photography 1963-1978, 2004; Whitney Museum of American Art
- Exposition Solo: Exode Gallery, San Pedro, 1957
- Exposition Solo: Ferus Gallery, Los Angeles, 1957

## Collections notables
- Sans Titre, 1967; Norton Simon Museum[15]
- di Rosa[16]